# فيل درايفر
فيل درايفر (بالإنجليزية: Phil Driver)‏ هو لاعب كرة قدم بريطاني، ولد في 10 أغسطس 1959 في هدرسفيلد في المملكة المتحدة. لعب مع تشيلسي ونادي ويمبلدون.